# Marcillé-la-Ville
Marcillé-la-Ville település Franciaországban, Mayenne megyében. Lakosainak száma 750 fő (2022. január 1.). Marcillé-la-Ville Le Horps, Aron, Champéon, La Chapelle-au-Riboul, Grazay, Hardanges és Le Ribay községekkel határos.

## Népesség
A település népességének változása:
| Lakosok száma | 694  | 662  | 656  | 845  | 804  | 814  | 798  | 761  | 755  | 750  |
|               | 1968 | 1982 | 1990 | 2006 | 2013 | 2015 | 2017 | 2019 | 2020 | 2022 |